# 巨済警察署
巨済警察署（コジェけいさつしょ）は、慶南地方警察庁所管の警察署である。

## 管轄区域
- 巨済市

## 沿革
- 1945年10月 - 開署。管轄区域は- 統営郡のうち長承浦邑・長木面・屯徳面・巨済面・沙等面・一運面・東部面・河清面・延草面
- 1946年5月16日 - 第7管区警察庁第23区警察署に改称。
- 1948年8月15日 - 巨済警察署に戻す。
- 1953年1月1日 - 巨済郡復活に伴い、管轄区域が巨済郡になる。
- 1987年9月30日 - 現在の庁舎に移転。
- 1989年1月1日 - 長承浦邑の長承浦市昇格に伴い管轄区域が長承浦市と巨済郡になる。
- 1990年10月5日 - 長承浦警察署に改称。
- 1995年1月1日 - 長承浦市と巨済郡が合併して巨済市になったのに伴い管轄区域が巨済市になる。
- 1996年1月27日 - 巨済警察署に戻す。

## 組織
- 警務課
- 生活安全課
- 捜査課
- 警備交通課
- 情報保安課

## 管轄地区隊
- 玉浦地区隊
- 長承浦地区隊

## 管轄派出所
- 新県派出所
- 長坪派出所
- 延草派出所
- 巨済派出所
- 東部派出所
- 長木派出所

## 管轄治安センター
- 鵝州治安センター
- 菱浦治安センター
- 一運治安センター
- 沙等治安センター
- 河清治安センター
- 屯徳治安センター
- 南部治安センター